# Zoraena maculata
Zoraena maculata – gatunek ważki z rodziny szklarnikowatych (Cordulegastridae). Występuje na terenie Ameryki Północnej – w południowo-środkowej i południowo-wschodniej Kanadzie oraz we wschodniej połowie Stanów Zjednoczonych.